# Hermansselet
Hermansselet är en sjö i Skellefteå kommun i Västerbotten och ingår i Bureälvens huvudavrinningsområde.